# Comité de vigilance des intellectuels antifascistes

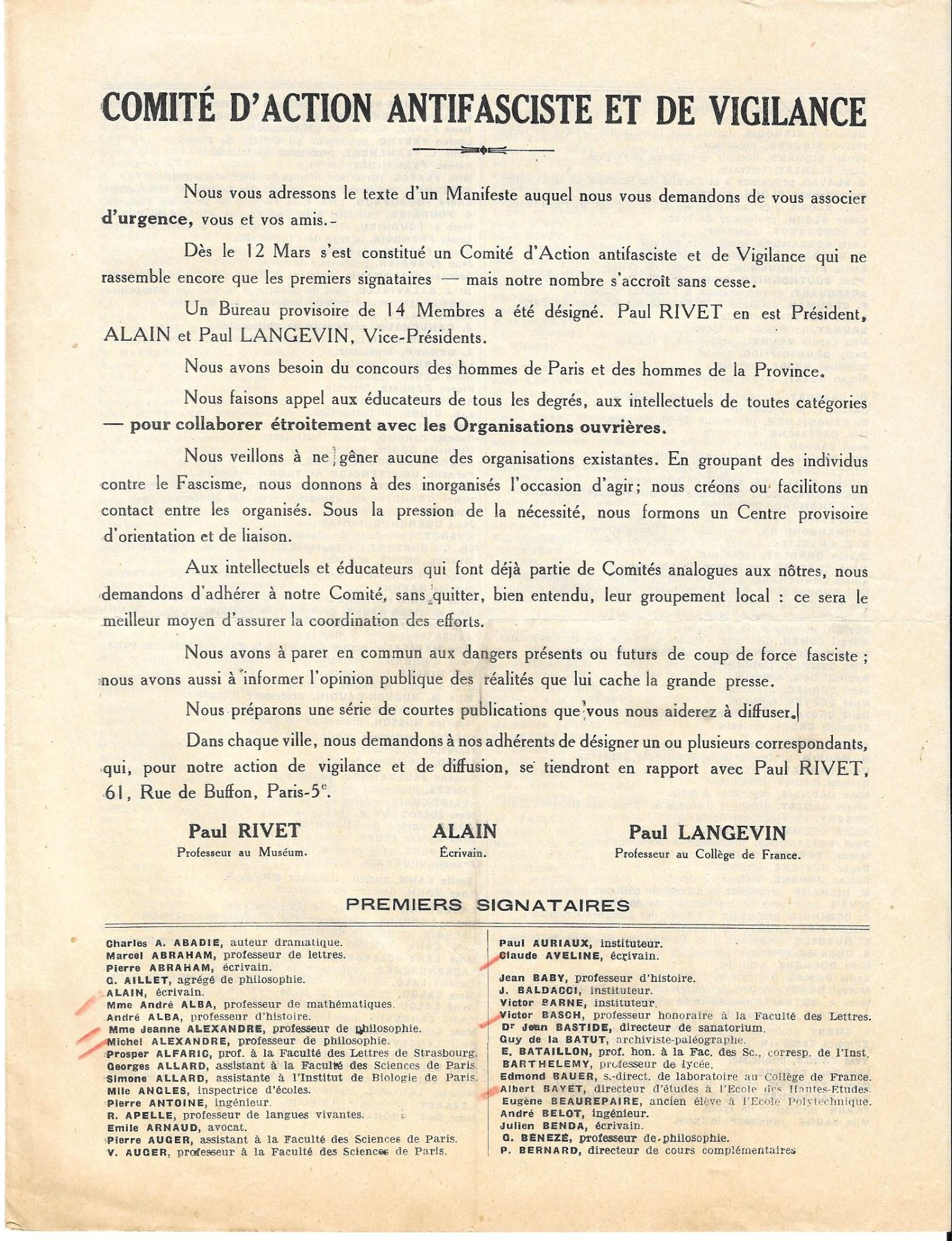
Manifest des Comité d’action antifasciste et de vigilance

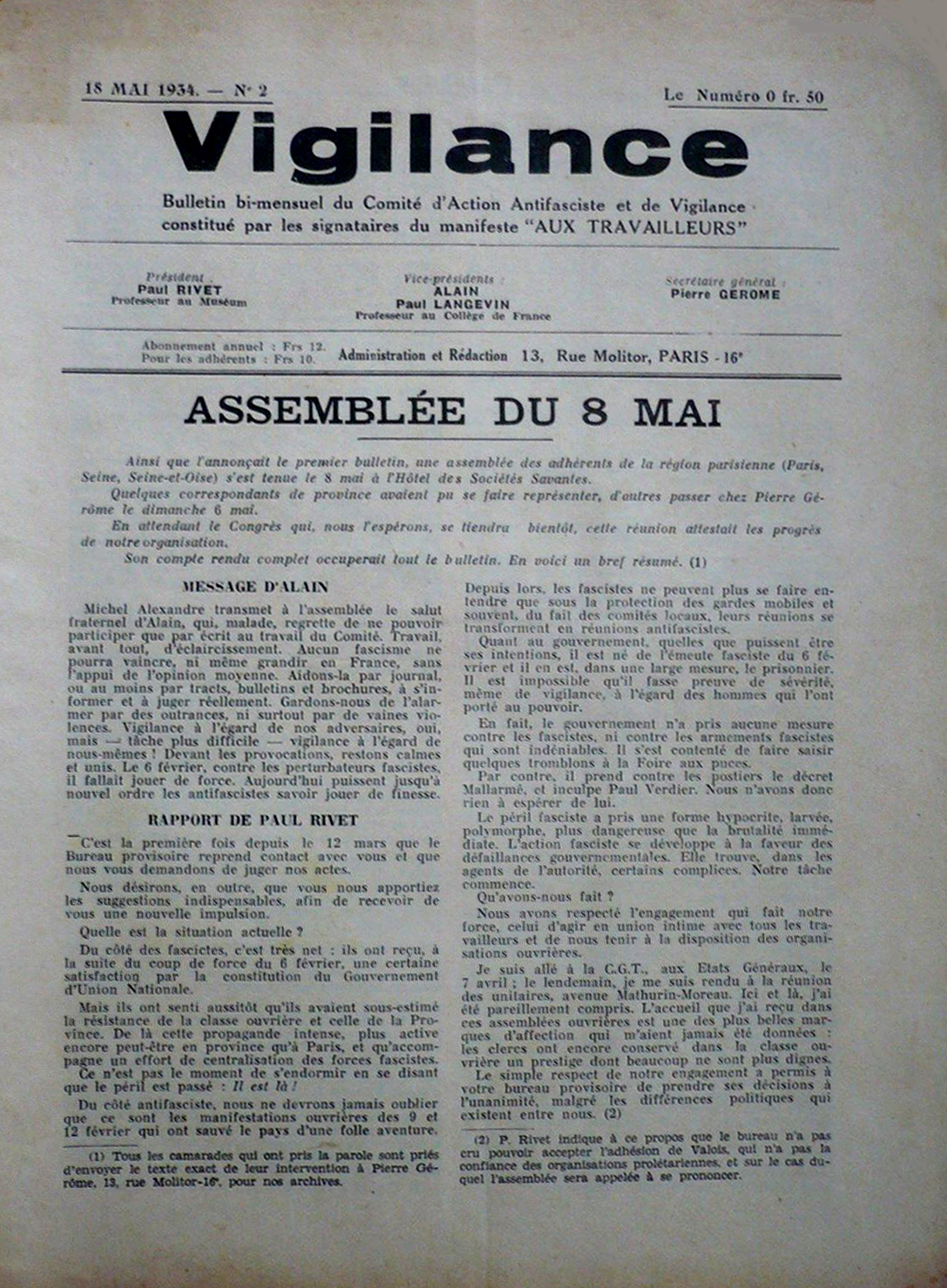
Vigilance Nr. 2Bulletin des Comité d’action antifasciste et de vigilance

Das Comité de vigilance des intellectuels antifascistes (Wachsamkeitskomitee der antifaschistischen Intellektuellen, CVIA), auch Comité de vigilance antifasciste (Antifaschistisches Wachsamkeitskomitee) genannt, war eine politische Organisation im Frankreich der Dritten Republik, die 1934 gegründet wurde, nach 1936 an Bedeutung verlor und sich 1939 auflöste. Das Komitee war entschieden internationalistisch ausgerichtet und umfasste hauptsächlich frankophone Linksintellektuelle, die entschlossen waren, sich dem Aufstieg des Faschismus in Frankreich wie auch in Europa entgegenzustellen.

## Geschichte
Das Comité de vigilance des intellectuels antifascistes wurde im März 1934 als Reaktion auf die antiparlamentarischen Gewalttaten vom 6. Februar 1934 gegründet. Die Initiative ging von Pierre Gérôme (Pseudonym für François Walter) aus, der zunächst die Gewerkschaft Confédération générale du travail (André Delmas und Georges Lapierre, Führer des Syndicat national des instituteurs) kontaktiert hatte.
Das CVIA wurde unter der Schirmherrschaft von drei Persönlichkeiten gegründet, die sinnbildlich für die Vielfalt der Linken stehen:
- Paul Rivet, Ethnologe, Sozialist;
- Alain, Philosoph und Schriftsteller, radikal;
- Paul Langevin, Physiker, dem Kommunismus nahestehend.

Der Gründungstext des CVIA war das Manifest „Aux travailleurs“ (An die Arbeiter, 5. März 1934), in dem zur Verteidigung dessen aufgerufen wurde, „was das Volk an Rechten und öffentlichen Freiheiten erobert hat“. Sein Erfolg war bemerkenswert: Innerhalb weniger Wochen erfuhr das CVIA 2300 Beitritte und das Manifest hatte Ende 1934 mehr als 6000 Unterzeichner (Professoren und Lehrer, Schriftsteller, Journalisten). Das CVIA vereinigte im März 1934 die drei großen Familien der Linken und erschien als Vorläufer der Volksfront.
Das CVIA zerbrach ab 1936 und bewies damit, wie schwierig es war, auf der Linken Antifaschismus und Pazifismus zu vereinen. Die Befürworter einer harten Haltung gegenüber Hitler, selbst um den Preis eines Krieges, verließen das CVIA in zwei Schritten:
- Auf dem Kongress im Juni 1936 verließ eine von Paul Langevin angeführte Minderheit die Führung des CVIA.
- Nach der München-Krise (November 1938) verließ die realistisch-pazifistische Tendenz (Paul Rivet und Pierre Gérôme/François Walter) ihrerseits das CVIA. Stattdessen gründeten sie die Union des intellectuels français pour la justice, la liberté et la paix (Union der französischen Intellektuellen für Gerechtigkeit, Freiheit und Frieden).

Es blieben also nur noch die extremen Pazifisten (Michel Alexandre, Léon Émery). Einige ehemalige CVIA-Mitglieder fanden sich in der „republikanischen“ Kollaboration mit Deutschland (Zusammenarbeit, um im Gegenzug Frieden und die Wiederherstellung der Republik zu erhalten) in der Ligue de pensée française (Liga für französisches Denken) wieder. Andere, wie André Delmas, Georges Lefranc oder André Salembier, zeichneten sich durch ihre pro-nazistische Haltung aus.
Das CVIA hat dazu beigetragen, die Ansichten der Parteien, aus denen sich die Volksfront zusammensetzte, zu vereinen;
es verkörperte den Geist des Antifaschismus und machte daraus eine politische Tradition, die den innerfranzösischen Widerstand beeinflusste. Paul Rivet gehörte der Widerstandsgruppe Musée de l’Homme an, André Philip oder Jacques Soustelle waren Figuren des Freien Frankreichs.
CVIA gab das Bulletin Vigilance heraus.

## Mitglieder
Gründungs- und Führungsmitglieder:
- François Walter (Pierre Gérôme, Auditor)
- Paul Rivet (Ethnologe)
- Alain (Émile Chartier, Philosoph)
- Paul Langevin (Physiker)
- André Delmas (Gewerkschafter)
- Georges Lapierre (Gewerkschafter)

Sonstige:
- Jeanne Alexandre (Jeanne Halbwachs, Lehrerin, wie ihr Ehemann Michel Alexandre Freundin von Alain)
- Michel Alexandre (Philosoph)
- Colette Audry[13] (Schriftstellerin)
- Jean Baby (Historiker)
- Victor Basch[14] (Präsident der Französischen Liga für Menschenrechte)
- Marcel Bataillon (Romanist und Hispanist)
- Albert Bayet[15] (Soziologe)
- Jacques Bergier[16] (Schriftsteller)
- Geneviève Bianquis[17] (Germanistin)
- André Breton (Schriftsteller)
- Georges Canguilhem (Philosoph)
- Jean Cassou[18] (Schriftsteller)
- Maurice Chambelland[19] (Gewerkschafter)
- André Chamson[20] (Schriftsteller)
- Jean-Louis Crémieux-Brilhac (Historiker)
- Marcel Déat[A 1] (Politiker)
- Francis Delaisi[21] (Journalist)
- Pierre George[22] (Geograph)
- René Gosse[23] (Mathematiker)
- Jean Guéhenno (Pädagoge)
- Roger Hagnauer (Gewerkschafter)
- René Iché (Bildhauer)
- Jules Isaac (Historiker)
- Frédéric Joliot-Curie (Physiker)
- Régine Karlin[24] (Anwältin)
- Marcel Lefrancq[25] (Fotograf)
- Jean Lescure[26] (Schriftsteller)
- André Malraux (Schriftsteller)
- Pierre Monatte[27] (Gewerkschafter)
- André Mussat[28] (Kunsthistoriker)
- Paul Nizan (Schriftsteller)
- Lucien Orfinger[29] (Ingenieur)
- Charlotte Perriand (Architektin)
- Jean Perrin (Physiker)
- André Philip (Politiker)
- Robert Schnerb (Historiker)
- Jacques Soustelle (Ethnologe)
- Simone Weil[30] (Philosophin)
- Arnold Wolf[31] (Journalist)
- André Wurmser[32] (Schriftsteller)

## Union des intellectuels français pour la justice, la liberté et la paix
Die Union des intellectuels français pour la justice, la liberté et la paix (Union der französischen Intellektuellen für Gerechtigkeit, Freiheit und Frieden, UDIF) war eine französische politische Organisation, die nach dem Münchner Abkommen 1938 in Frankreich entstand. Sie wurde gegründet, nachdem mehrere Mitglieder das Comité de vigilance des intellectuels antifascistes (CVIA) verlassen hatten, um dessen Zustimmung zum Münchner Abkommen abzulehnen. Sie vereinigte frankophone Linksintellektuelle, die entschlossen waren, sich dem Aufstieg des Faschismus in Frankreich und Europa zu widersetzen. Die Befürworter wollten gegenüber Hitler standhaft bleiben, selbst um den Preis eines Krieges. Ihre Anhänger bemühten sich im Laufe des Frühjahrs 1939, die Öffentlichkeit zu mobilisieren. Nach der Unterzeichnung des deutsch-sowjetischen Pakts im Sommer 1939 erschien in L’Œuvre vom 30. August – also einen Tag vor Beginn des Zweiten Weltkriegs – ein Aufruf einer Reihe von UDIF-Mitgliedern, die das „Erstaunen über die Kehrtwende, die die Führung der UdSSR der Naziführung näher gebracht hat“, zum Ausdruck brachten und im Namen des Rechts zum Widerstand gegen die Aggression der Nazis aufriefen.